# Armawir (Provinz)
Armawir ([ɑɾmɑˈviɾ] , armenisch Արմավիրի մարզ, wissenschaftliche Transliteration Armaviri marz) ist eine armenische Provinz mit der Provinzhauptstadt Armawir. Sie liegt im Arastal zwischen den Bergen Ararat und Aragaz. Benachbarte armenische Provinzen sind Aragazotn im Norden, Jerewan im Osten und Ararat im Südosten. Im Süden und im Westen hat die Provinz eine rund 60 Kilometer lange Grenze mit der Türkei (Provinzen Kars und Iğdır).
Die Provinz hat eine Fläche von 1.242 km² und eine Bevölkerung von 264.000 (Stand: 2021).
Weitere Städte neben Armawir sind das größere Wagharschapat (bekannt unter seinem bis 1992 offiziellen Namen Etschmiadsin) und die in den 1990er-Jahren zur Stadt erhobene frühere Siedlung städtischen Typs Mezamor. Neben diesen drei Stadtgemeinden gibt es 94 Landgemeinden mit insgesamt 95 Dörfern; die größten Dörfer (mit jeweils über 4000 Einwohnern) sind Arschalujs, Karakert, Mrgaschat, Nalbandjan, Parakar und Sardarapat (Stand 2011).
Die Provinz wurde während der administrativen Neuordnung im Rahmen der Dezentralisierung 1995 aus den seit 1930 in der Armenischen SSR der Sowjetunion bestehenden Rajons Armawir (bis 1992 Hoktemberjan) und Etschmiadsin sowie dem 1983 ausgegliederten Rajon Baghramjan und den rajonfreien Städten Armawir und Wagharschapat gebildet.

## Verwaltungsgliederung
Die Provinz Armawir unterteilt sich in 97 Gemeinden, von denen drei Stadtgemeinden und 94 Landgemeinden sind:
| Stadtgemeinde                | Gebiet (km²) | Bevölkerung (2017, geschätzt) |
| ---------------------------- | ------------ | ----------------------------- |
| Armawir                      | 6            | 28,900                        |
| Mezamor                      | 9            | 9,000                         |
| Wagharschapat (Etschmiadsin) | 13           | 46,700                        |

Landgemeinden und enthaltene Siedlungen:
| - Aghawnatun - Ajgek - Ajgeschat (Armawir) - Ajgeschat (Wagharschapat) - Ajgewan - Aknalitsch - Aknaschen - Alaschkert (Armenien) - Amasia (Armawir) - Amberd (Armawir) - Apaga - Aragaz (Armawir) - Arax (Armawir) - Arax (Wagharschapat) - Arataschen - Arasap - Arewadascht - Arewaschat - Arewik - Argawand - Argina - Armawir (Dorf) - Arschalujs - Artamet | - Artaschar - Artimet - Bagaran (Armenien) - Baghramjan (Armawir) - Baghramjan (Wagharschapat) - Bambakaschat - Berkaschat - Chandschjan (Armenien) - Choronk - Dalarik - Dascht (Armenien) - Doghs - Dschanfida - Dschrarat (Armawir) - Dschrarbi - Dschraschen (Armawir) - Ferik (Armenien) - Gai (Armenien) - Geghakert - Getaschen (Armawir) - Gribojedow (Armenien) - Hajkaschen - Hajkawan (Armawir) - Hajtagh | - Hazik (Armawir) - Howtamedsch - Huschakert - Jeghegnut (Armawir) - Jeraschahun - Jerwandaschat - Karakert - Koghbawan - Kjurakjan - Lenughi - Lernagog - Lernamerds - Lukaschin (Armenien) - Lusagjugh (Armawir) - Margara - Majisjan (Armawir) - Merdsawan - Mezamor (Dorf) - Mrgastan - Mrgaschat - Musaler - Mjasnikjan - Nalbandjan (Armenien) - Norakert | - Nor Armawir - Nor Artagers - Nor Kesaria - Norapat - Norawan (Armawir) - Parakar - Pschatawan - Ptghunk - Sardarapat (Armenien) - Sartonk - Schahumjan (Armawir) - Schahumjani Trtschnafabrika - Schenawan (Armawir) - Schenik (Armawir) - Tairow (Armenien) - Talworik - Tandsut (Armawir) - Taronik - Wanand (Armawir) - Wardanaschen - Woskehat (Armawir) - Zaghkalandsch - Zaghkunk (Armawir) - Ziazan |